# Podul Betsiboka

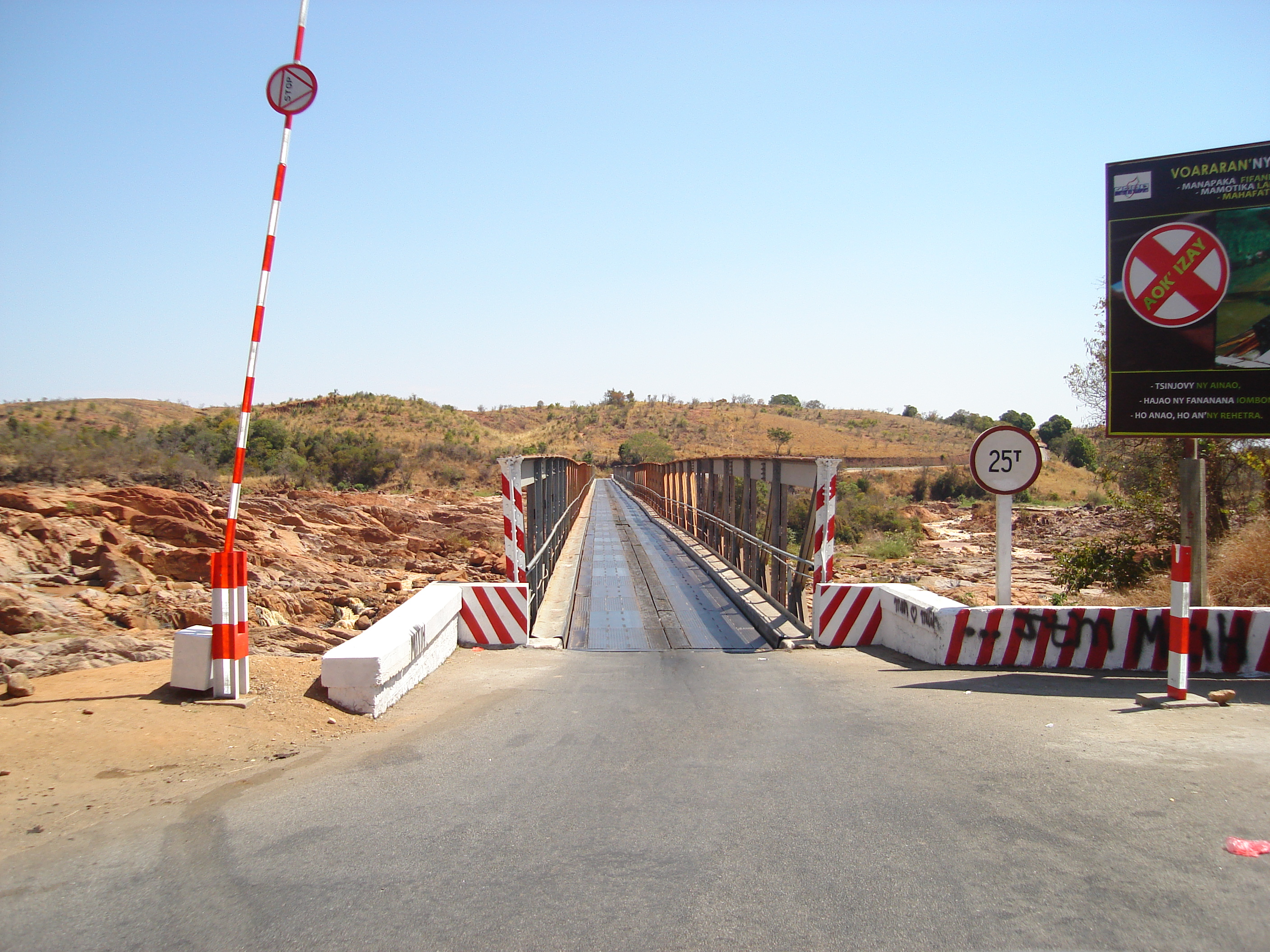
Betsiboka Bridge

Podul Betsiboka este un pod peste râul Betsiboka, în districtul Maevatanana, care face parte din regiunea Betsiboka, Madagascar. Este unul dintre cele mai lungi poduri de pe insulă, aprox. 350 de metri lungime.

## Istoric
Primul pod a fost unul dintre cele trei poduri suspendate ridicate în Madagascar de compania franceză G. Leinekugel Le Cocq & Fils între 1931 și 1934.
Acesta a fost distrus în al Doilea Război Mondial și, ulterior, înlocuit cu actualul pod de la Truss, care a fost renovat în 1980 și reabilitat în 2015.